# Samara (Dnepr)
Die Samara (ukrainisch Самара) ist ein linker Nebenfluss des Dnepr und durchfließt das Steppengebiet der südlichen Ukraine. Sie hat eine Länge von 320 km und ein Einzugsgebiet von 22.600 km².

## Flusslauf
Von ihrer Quelle im westlichen Donezrücken in der Oblast Donezk fließt der Fluss durch die Oblaste Charkiw und Dnipropetrowsk, bevor er bei Dnipro in den zum Kamjansker Stausee angestauten Dnepr mündet, welcher für Bewässerung und Fischzucht genutzt wird.
Die durchschnittliche Abflussmenge beträgt in der Nähe der Mündung ca. 20 m³/s. Die Wassermengen sind sehr variabel, denn der Fluss wird hauptsächlich durch die Schneeschmelze gespeist. So fällt der Wasserpegel im Oberlauf, und die Samara ist im Sommer trocken, wobei sich stellenweise Sümpfe halten. Das Gefälle des Flusses ist mit 0,33 m/km generell sehr niedrig, so dass sich im Mittel- und Unterlauf des Flusses weitere Sümpfe finden, die das Ufer prägen. Die Breite des Flusses bewegt sich zwischen 40 und 60 m und erreicht an der breitesten Stelle 300 m. Der Unterlauf des Flusses ist schiffbar.
Die wichtigsten Nebenflüsse sind die Wowtscha und der Byk (linksufrig) sowie der Kiltschen (rechtsufrig). Zu den größeren Ortschaften am Fluss gehören Oleksandriwka, Pawlohrad, Terniwka und Nowomoskowsk.